# Долно Линево
До̀лно Лѝнево е село в Северозападна България. То се намира в община Лом, област Монтана.

## География
Селото се намира на брега на р. Дунав, на 5 км източно от град Лом. Селото не е транзитно.

## История
Към 30-те години на XX век жителите на Долно Линево до голяма степен запазват своя преходен диалект и са част от говорен остров от десетина села по долното течение на Цибър.

## Забележителности
Прекрасна природа с изглед към реката.

## Редовни събития
Ежегоден събор на селото на 24 май.

## Други
Залив Линево на остров Смит в Антарктика е наименуван на селото.